# Liste der Kulturdenkmale in Wolferode (Eisleben)
Die Liste der Kulturdenkmale in Wolferode  enthält die Kulturdenkmale des Landesamtes für Denkmalpflege und Archäologie in Sachsen-Anhalt im Ortsteil Wolferode  der Gemeinde Lutherstadt Eisleben und ist eine Teilliste der Liste der Kulturdenkmale in Lutherstadt Eisleben. Grundlage ist das Denkmalverzeichnis des Landes Sachsen-Anhalt, das auf Basis des Denkmalschutzgesetzes des Landes Sachsen-Anhalt, welches am 21. Oktober 1991 durch das Landesamt erstellt und seither laufend ergänzt wurde (Stand: 31. Dezember 2022).

## Legende
In den Spalten befinden sich folgende Informationen:
- Lage: Nennt den Straßennamen und wenn vorhanden die Hausnummer des Kulturdenkmals. Die Grundsortierung der Liste erfolgt nach dieser Adresse. Der Link „Karte“ führt zu verschiedenen Kartendarstellungen und nennt die geographischen Koordinaten.
Link zu einem Kartenansichtstool, um Koordinaten zu setzen. In der Kartenansicht sind Baudenkmale ohne Koordinaten mit einem roten bzw. orangen Marker dargestellt und können in der Karte gesetzt werden. Baudenkmale ohne Bild sind mit einem blauen bzw. roten Marker gekennzeichnet, Baudenkmale mit Bild mit einem grünen bzw. orangen Marker.
- Offizielle Bezeichnung: Nennt den Namen, die Bezeichnung oder zumindest die Art des Kulturdenkmals und verlinkt, soweit vorhanden, auf den Artikel zum Objekt.
- Beschreibung: Nennt bauliche und geschichtliche Einzelheiten des Kulturdenkmals, vorzugsweise die Denkmaleigenschaften.
- Erfassungsnummer: Für jedes Kulturdenkmal wird in Sachsen-Anhalt eine 20stellige Erfassungsnummer vergeben. Die letzten zwölf Ziffern werden für die Untergliederung nach Teilobjekten genutzt und werden nur angegeben, soweit vergeben. In dieser Spalte kann sich folgendes Icon  befinden, dies führt zu Angaben zu diesem Baudenkmal bei Wikidata.
- Ausweisungsart: Die Einordnung des Denkmales nach § 2 Abs. 2 DenkmSchG LSA
- Bild: Ein Bild des Denkmales, und gegebenenfalls einen Link zu weiteren Fotos des Kulturdenkmals im Medienarchiv Wikimedia Commons. Wenn man auf das Kamerasymbol klickt, können Fotos zu Kulturdenkmalen aus dieser Liste hochgeladen werden:

## Kulturdenkmale
| Lage | Bezeichnung    | Beschreibung | Erfassungs- nummer | Ausweisungsart | Bild           |
| --- | -------------- | --- | ------------------ | -------------- | -------------- |
| nordwestlich des Ortskerns, Kreuzung des Eisenbahndamms mit dem Dorfgraben von Wolferode nordöstlich der L 225 | Brücke         | | 094 76362          | Baudenkmal     |                |
| Am Lindenplatz 19 (Karte)                                                                                      | Pfarrhof       | | 094 76364          | Baudenkmal     | BW             |
| Am Lindenplatz, Kunstbergstraße (Karte)                                                                        | Kirche         | Die Kirche St. Cyriakus wurde im Jahr 1859 erbaut. | 094 08203          | Baudenkmal     | Weitere Bilder |
| Denkmalplatz, Platz westlich der Kirche (Karte)                                                                | Kriegerdenkmal | Der Denkmalplatz befindet sich westlich der Kirche, eingerahmt von der Kunstbergstraße und der Friedhofstraße. Das Denkmal wurde 1928 vom Bildhauer Horn angelegt und soll der Gefallenen des Ersten Weltkrieges gedenken. Im Jahre 2007 wurde die Anlage um einen Obelisken aus dem Jahr 1890 ergänzt, dieser erinnert an die Kriege 1864, 1866 und 1870/1871. | 094 76360          | Baudenkmal     | BW             |
| Friedhofstraße, Friedhof                                                                                       | Gedenkstätte   | | 094 08069          | Baudenkmal     |                |
| Friedhofstraße, auf dem Friedhof                                                                               | Grabmal        | | 094 76358          | Baudenkmal     |                |
| L 225, Kreuzung des Eisenbahndamms mit der L 225                                                               | Brücke         | | 094 76361          | Baudenkmal     |                |

## Ehemalige Kulturdenkmale
| Lage                         | Bezeichnung | Beschreibung | Erfassungs- nummer | Ausweisungsart | Bild |
| ---------------------------- | ----------- | ------------ | ------------------ | -------------- | ---- |
| Türkeistraße 21 (Karte)      | Wohnhaus    |              | 094 76365          |                | BW   |
| Verbindungsstraße 16 (Karte) | Gutshof     |              | 094 76363          |                | BW   |